# Gilonne Guigonnat
Gilonne Guigonnat (ur. 26 listopada 1998 w Ambilly) – francuska biathlonistka.

## Kariera
Po raz pierwszy na arenie międzynarodowej pojawiła się w 2016 roku, startując na igrzyskach olimpijskich młodzieży w Lillehammer, gdzie była czwarta w sztafecie mieszanej, ósma w sprincie i trzynasta w biegu pościgowym.
W zawodach Pucharu Świata zadebiutowała 18 marca 2023 roku w Oslo, zajmując 59. miejsce w sprincie. Pierwsze pucharowe punkty zdobyła 1 grudnia 2023 roku w Östersund, gdzie zajęła ósme miejsce w tej samej konkurencji. Pierwszy raz na podium indywidualnych zawodów tego cyklu stanęła 17 marca 2024 roku w Canmore, kończąc rywalizację w biegu masowym na trzeciej pozycji. W zawodach tych wyprzedziły ją jedynie rodaczka - Lou Jeanmonnot-Laurent i Niemka Janina Hettich-Walz.
Wystartowała na mistrzostwach świata w Novym Měscie w 2024 roku, zajmując 32. miejsce w biegu indywidualnym. Na rozgrywanych rok wcześniej mistrzostwach Europy w Lenzerheide wywalczyła brązowy medal w biegu pościgowym.
Jej brat, Antonin Guigonnat, także został biathlonistą.

## Osiągnięcia

### Mistrzostwa świata
| Rok  | Miejscowość | Konkurencje | Konkurencje | Konkurencje | Konkurencje | Konkurencje | Konkurencje | Konkurencje |
| Rok  | Miejscowość | IN          | SP          | PU          | MS          | RL          | MR          | SR          |
| ---- | ----------- | ----------- | ----------- | ----------- | ----------- | ----------- | ----------- | ----------- |
| 2024 | Nové Město  | 32.         | –           | –           | –           | –           | –           | –           |

### Mistrzostwa Europy
| Rok  | Miejscowość    | Konkurencje | Konkurencje | Konkurencje | Konkurencje | Konkurencje | Konkurencje | Konkurencje |
| Rok  | Miejscowość    | IN          | SP          | PU          | MS          | RL          | MR          | SR          |
| ---- | -------------- | ----------- | ----------- | ----------- | ----------- | ----------- | ----------- | ----------- |
| 2020 | Mińsk          | nd.         | 30.         | 27.         | nd.         | nd.         | –           | –           |
| 2021 | Duszniki-Zdrój | 32.         | 59.         | 35.         | nd.         | nd.         | –           | –           |
| 2022 | Langdorf       | 19.         | 26.         | 41.         | nd.         | nd.         | –           | –           |
| 2023 | Lenzerheide    | 52.         | 6.          | 3.          | nd.         | nd.         | 7.          | –           |

### Puchar Świata

#### Miejsca w klasyfikacji generalnej
| Sezon     | Miejsce |
| --------- | ------- |
| 2023/2024 | 22.     |
| 2024/2025 | 62.     |

#### Miejsca na podium indywidualnie
| Lp. | Dzień    | Rok  | Miejscowość | Konkurencja            | Lokata | Pudła   | Czas biegu | Strata | Zwycięzca              |
| --- | -------- | ---- | ----------- | ---------------------- | ------ | ------- | ---------- | ------ | ---------------------- |
| 1.  | 17 marca | 2024 | Canmore     | Bieg masowy na 12,5 km | 3.     | 0+0+0+0 | 32:55,0    | +15,8  | Lou Jeanmonnot-Laurent |